# Przepowiednia Malachiasza
Przepowiednia Malachiasza – lista 112 krótkich łacińskich zdań mających opisywać wszystkich papieży, a także niektórych antypapieży, począwszy od Celestyna II wybranego w 1143 roku, oparta na rzekomej wizji z 1139 roku, prawdopodobnie powstała w 1590 roku i jako przypuszczalne fałszerstwo miała doprowadzić do wyboru pożądanego kandydata na stanowisko papieża. Ostatnią osobą w przepowiedni Malachiasza jest Piotr Rzymianin, którego pontyfikat zakończy się zniszczeniem Rzymu.

## Powstanie przepowiedni
Przepowiednia opiera się na wizjach, których św. Malachiasz rzekomo doznał w czasie pobytu w Rzymie w 1139 roku, gdzie przebywał na zaproszenie papieża Innocentego II. Opisał on swoje wizje w postaci krótkich zakodowanych zdań. Manuskrypt Malachiasza został podobno przez papieża Innocentego II złożony w Bibliotece Watykańskiej i pozostał w zapomnieniu przez 400 lat.

## Autentyczność i celność przepowiedni
Biograf Malachiasza Bernard z Clairvaux nie wspomina nigdzie o tej przepowiedni, ani nie jest ona nigdzie opisana aż do czasów jej odkrycia w 1590 roku, a to według krytyków może znaczyć, że jest to XVI-wieczne fałszerstwo. Według przeciwników autentyczności dokumentu należy pamiętać, że wszystkie interpretacje przepowiedni tworzone są post factum: na jej podstawie nikt nie zdołał jeszcze przewidzieć, kto zostanie papieżem przed jego faktycznym wyborem, a krótkie motta opisujące papieży wybranych jeszcze przed odnalezieniem dokumentu są znacznie dokładniejsze niż te opisujące przyszłych papieży.
Sceptycy wątpiący w trafność przepowiedni uważają, że podobieństwa istniejące pomiędzy enigmatycznymi charakterystykami a faktycznie wybranymi papieżami są jedynie przypadkowe i wynikają z ogólnikowości opisów, mogących drogą spekulacyjnych interpretacji być dopasowanymi do praktycznie każdego elekta.

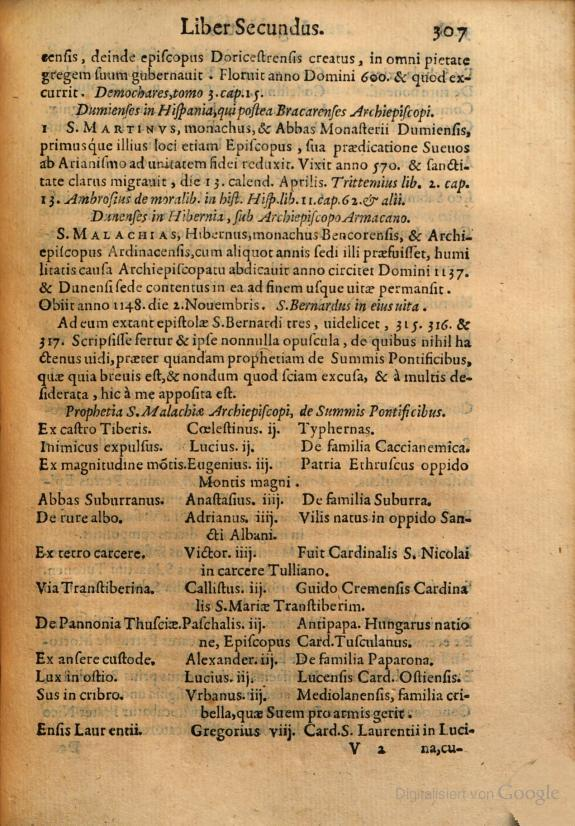
Lignum Vitae (1595) Pierwsza strona
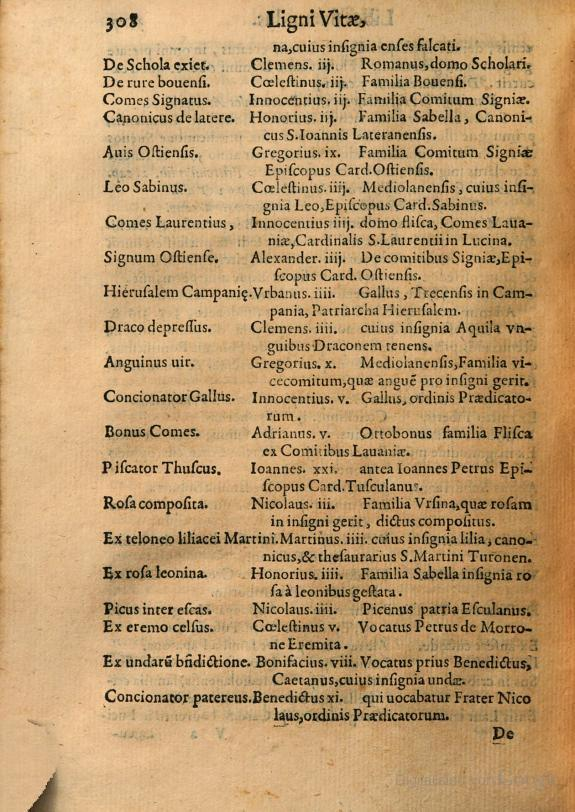
Lignum Vitae (1595) Druga strona
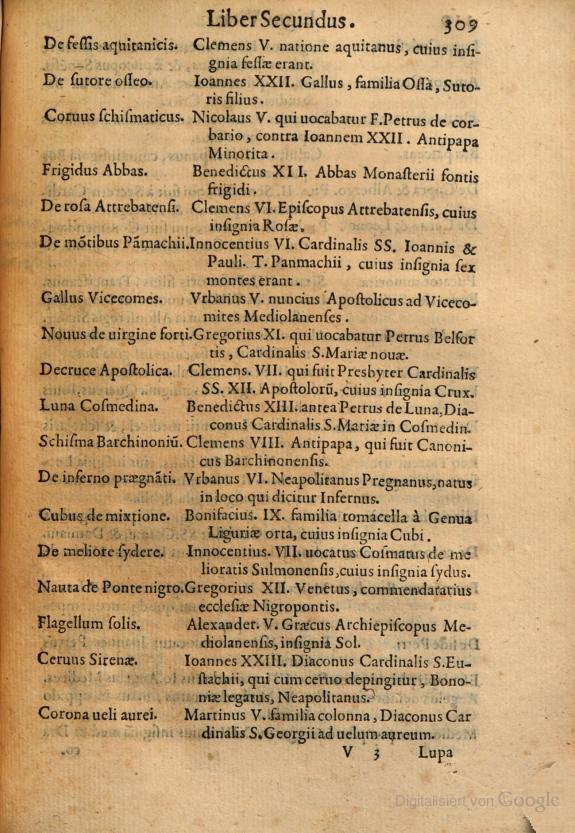
Lignum Vitae (1595) Trzecia strona
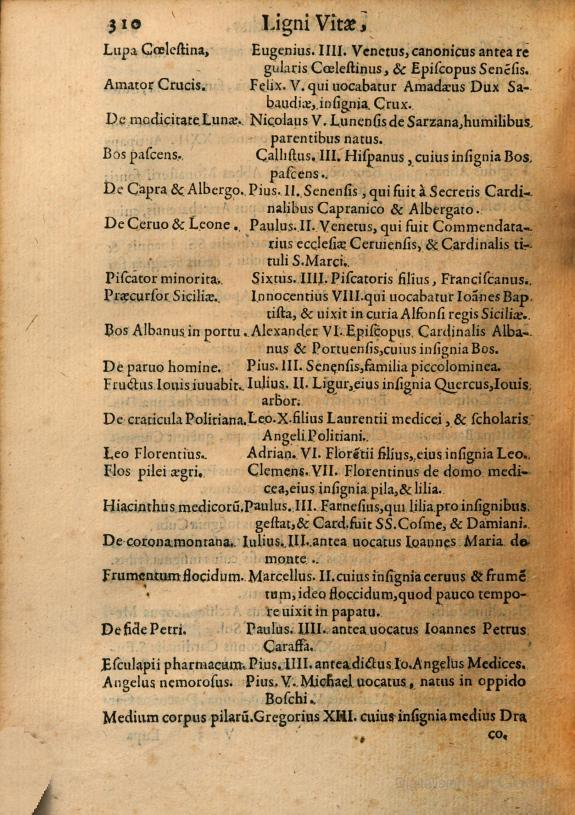
Lignum Vitae (1595) Czwarta strona
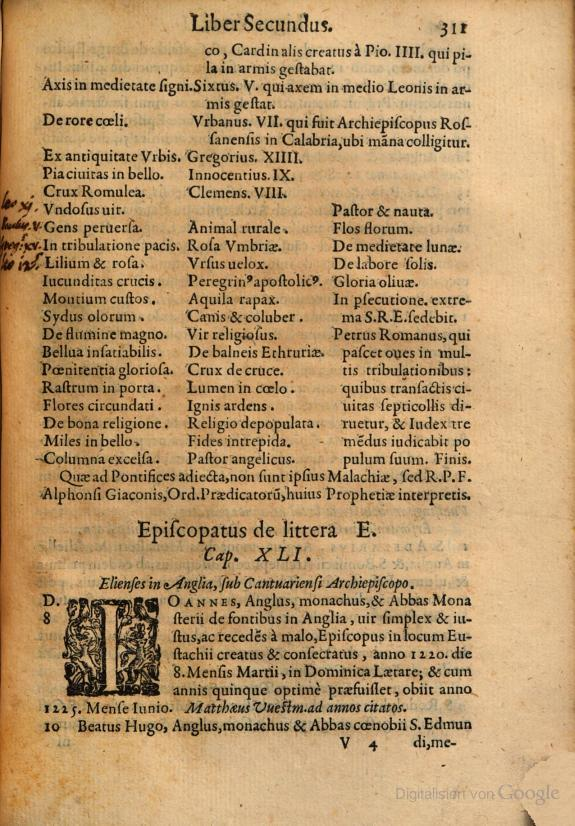
Lignum Vitae (1595) Ostatnia strona

## Interpretacja
Interpretacje haseł przepowiedni wiążą się z reguły ze znalezieniem połączenia pomiędzy danym hasłem a miejscem urodzenia papieża, jego herbem lub zdarzeniami związanymi z jego wyborem. Na przykład pierwsze hasło Ex castro Tiberis (z zamku na Tybrze) pasuje do papieża Celestyna II, który urodził się w Citta di Castello przy rzece Tyber. Papież Klemens XIII, który używał róży jako swojego symbolu, został opisany jako Rosa Umbriae – róża Umbrii.
W ostatnich latach współcześni badacze przepowiedni powrócili do analizy przepowiedni Malachiasza, znajdując w niej nowe, według ich interpretacji trafne wizje – choć te interpretacje są podważane przez sceptyków. Poniższa lista opisuje interpretacje kilku ostatnich haseł na liście Malachiasza, oprócz ostatniego:
- Pastor angelicus (Anielski Pasterz) – to określenie przypisuje się[według kogo?] papieżowi Piusowi XII.

- Pastor et Nauta (Pasterz i Żeglarz) – to określenie przypisuje się[według kogo?] papieżowi Janowi XXIII. Przed wyborem na papieża był patriarchą Wenecji i zapewne pływał gondolami (łodziami).

- Florus Florum (Kwiat Kwiatów) – określenie to pasuje jakoby do Pawła VI, na herbie którego znajdowały się trzy heraldyczne kwiaty lilii. Niemniej poprzedni papieże także mieli kwiaty we własnych herbach, więc kwiatem kwiatów mógł być każdy z nich.

- De medietate Lunae (Z połowy Księżyca) – niektórzy[kto?] uważają, iż pasuje do papieża Jana Pawła I, który został wybrany 26 sierpnia 1978, dzień po tym, kiedy księżyc wszedł w ostatnią kwadrę, i panował zaledwie niewiele ponad miesiąc (33 dni – miesiąc księżycowy wynosi 28 dni), a więc umarł on na jeden dzień przed połową księżyca.

- De labore Solis (Z pracy Słońca) – zwolennicy[kto?] tej przepowiedni zauważają, iż Jan Paweł II urodził się 18 maja 1920 w dniu zaćmienia słońca[b], a jego pogrzeb odbył się w czasie hybrydowego zaćmienia słońca 8 kwietnia 2005. Przed jego śmiercią mówiło się też[gdzie?], że pasuje do tego określenia, bo wędruje-pielgrzymuje po Ziemi niczym Słońce. Ponadto kolejna interpretacja[kto?] związana ze Słońcem wskazuje na kierunek wschodni (wschód Słońca), tym samym wskazując na jeden ze wschodnich krajów – Polskę, skąd Wojtyła pochodził.

- Gloria Olivae (Chwała Oliwna) przypisuje się[kto?] Benedyktowi XVI[c], ponieważ jednym z symboli zakonu św. Benedykta jest gałązka oliwna[d] (zwolennicy[kto?] przepowiedni uważają, iż przyjęcie takiego imienia przez papieża doskonale łączy go z zakonem benedyktynów). Jeszcze inna interpretacja[według kogo?] wiąże się z faktem, że Ratzinger urodził się 16 kwietnia, w dniu śmierci św. Benedykta Józefa Labrè (26 marca 1748 – 16 kwietnia 1783). Można spotkać się także[gdzie?] z interpretacją[według kogo?], która sugeruje, że gloria olivae ma coś wspólnego[wymaga weryfikacji?] z faktem, że Joseph Ratzinger był prefektem Kongregacji Nauki Wiary (zatem miał bronić doktryny Kościoła)[twórczość własna?].

## Ostatni papież
Ostatnie, najdłuższe hasło brzmi:

In persecutione extrema S.R.E. sedebit Petrus Romanus, qui pascet oves in multis tribulationibus: quibus transactis civitas septicollis diruetur, & Iudex tremendus iudicabit populum suum. Finis.

W czasie najgorszego prześladowania Świętego Kościoła Rzymskiego, [na tronie] zasiądzie Piotr Rzymianin, który będzie paść owce podczas wielu cierpień, po czym miasto siedmiu wzgórz [Rzym] zostanie zniszczone i straszny Sędzia osądzi swój lud. Koniec.

W związku z wyborem papieża Franciszka jako następcy Benedykta XVI (opisywanego jako Gloria olivae) i faktem, że Petrus Romanus jest następnym po Gloria olivae i jednocześnie ostatnim hasłem na liście Malachiasza, sugerować to miało, że ów papież miał być ostatnim papieżem, zanim nastąpi koniec świata. Jednak papież Franciszek doczekał się następcy, którym został Leon XIV, co ostatecznie obaliło tę przepowiednię.

## Herby papieskie

Herb Klemensa XI (1700–1721)
Herb Innocentego XIII (1721–1724)
Herb Benedykta XIII (1724–1730)
Herb Klemensa XII (1730–1740)
Herb Benedykta XIV (1740–1758)
Herb Klemensa XIII (1758–1769)
Herb Klemensa XIV (1769–1774)
Herb Piusa VI (1775–1799)
Herb Piusa VII (1800–1823)
Herb Leona XII (1823–1829)
Herb Piusa VIII (1829–1830)
Herb Grzegorza XVI (1831–1846)
Herb Piusa IX (1846–1878)
Herb Leona XIII (1878–1903)
Herb Piusa X (1903–1914)
Herb Benedykta XV (1914–1922)
Herb Piusa XI (1922–1939)
Herb Piusa XII (1939–1958)
Herb Jana XXIII (1958–1963)
Herb Pawła VI (1963–1978)
Herb Jana Pawła I (1978)
Herb Jana Pawła II (1978–2005)
Herb Benedykta XVI (2005–2013)
Herb Franciszka (2013–2025)